# Юнашків
Юна́шків — село Бурштинської міської громади Івано-Франківського району Івано-Франківської області.
Юнашків — Село розташоване на півночі Івано-Франківського району, за 11 км від Бурштина, за 28 км від Рогатина, за 4 км до траси «Івано-Франківськ-Львів», до с. Насташине. До 2020 року входило до Рогатинського району.

## Сучасний стан
В Юнашкові діє дев'ятирічна школа, клуб, сільська рада, поштове відділення, фельдшерсько-акушерський пункт, близько 4-х продуктових магазинів, магазин-бар, господарський магазин.
На даний час (2011 р.) в селі понад 300 житлових будинків.

### Спорт
Основною спортивною спорудою Юнашкова є футбольний стадіон; шкільні: спортзал, футбольний, баскетбольний і волейбольні майданчики. В селі діюча футбольна команда ФК «Юнашків», яка грає в «Супер лізі» Рогатинського району (фіналіст кубка Рогатинського району 2011 р., 2014 р., чемпіон Рогатинської «Супер ліги» 2012 р.).

### Природа
З півдня село межує з лісовим масивом, який з 2007 року визнаного заповідником. Серед дерев'яних порід переважають дуб, граб, береза. Серед грибів присутні підберезники, підосичники, білий гриб, опеньки. На пагорбі Канапка ростуть проліски, що занесені до Червоної книги і є унікальним та цінним генофондом України. Неподалік від села розташовані природоохоронні території: Урочище Вертебиста, Урочище «Дуброва та Язвине» та Урочище «Юнашківське болото».
З півночі — простягаються горбисті пасовиська, луги, луки, соснові, дубові й грабові бори. Тут трапляються унікальні рослини, занесені до червоної книги: сон-трава, конвалія.
У південно-східній частині є пагорб, який у селі називають горою, за назвою Шковиця.

## Історія
Першу письмову згадку про село датовано 1435 роком.
У податковому реєстрі 1515 року в селі документується 2 лани (близько 50 га) оброблюваної землі.
За Королівською люстрацією 1565 року в селі Ігнашків (Ihnaskow) налічувались 10 господарів, 10 загородників, 5 коморників і піп (отже, була й церква).
Історія села починається з оповіді легенди періоду нападу й грабунків татарської орди. Ключову роль в легендах відведено найвідомішим пагіркам села: Канапка і гора Шковиця.
Перша легенда пов'язана із виникненням назви села — Юнашків. Під час нападу татар на пагорбі Шковиця постійно чергували юнаки з села. У разі нападу, вони запалювали велике сигнальне вогнище, добре збагачене смолою, внаслідок чого піднімався густий чорний дим. Це був сигнал утікати в ліси, оскільки татари, степове плем'я, лісів уникало.
Під час одного такого нападу юнаки запаливши сигнальне вогнище, зрозуміли що селяни не встигнуть так швидко втекти й вони прийняли бій. На горі Шковиця були також заготовлені круглі кам'яні брили, облиті смолою. Коли татари пішли на штурм укріпленої гори, на них покотилися ці уже палаючі кам'яні брили. Все одно декілька юнаків не могли спинити навалу татар, і героїчно загинули, але виграний час дозволив селянам втекти в ліси й уникнути неволі. В ті часи власне і була захоплена в полон легендарна Настя Лісовська, більше відома у світі як Роксолана, жителька Рогатина.
Друга легенда пов'язана із пагорбом Канапка, що знаходиться в лісовому масиві, 300 м на південь від села. Під час татарських нападів селяни все частіше змушені були переховуватися в лісі й пагорб Канапка став притулком для всіх втікачів. Від Канапки до села були прокопані підземні ходи які дозволяли безперешкодно селянам з'являтися в селі під час татарського грабування. Відомо, що підземні ходи були прокопані на цвинтар і до церкви. Вважається, що запала дорога попри церкву на старий цвинтар це і є в минулому обрушений підземний хід. Після відходу татарської орди й приходу Польщі, підземні ходи були завалені й безслідно втрачені… Чому виникла назва Канапка — невідомо.
У 1939 році в селі проживало 1480 мешканців (1465 українців, 5 поляків і 10 євреїв).

## Релігія
- Церква Богоявлення Господнього

## Народилися
- Новіцький Іван Анатолійович («Вітчим»). 29 червня 1979. Виконував обов'язки стрільця-кулеметчика відділення взводу вогневої підтримки 2 роти 5 батальйону 5 ОДШБ, в/ч Т0950. Загинув 25 січня 2024 [5].